# Juan Criado
Pour les articles homonymes, voir Criado.
Juan Criado Delgado (Callao, 24 juin 1913 – Lima, 13 mai 1978) est un footballeur péruvien des années 1930 et 1940 qui jouait au poste de gardien de but.
Il était également auteur-compositeur-interprète de musique criolla et afro-péruvienne d'où son surnom de El arquero cantor (« le gardien-chanteur »).

## Biographie

### Carrière dans le football
Il commence sa carrière en 1927 au Deportivo Unión, évoluant en División Intermedia (l'équivalent de la 2e division aujourd'hui). Après une tournée avec son club en Équateur, il signe en 1931 à l'Universitario de Deportes, recommandé par son ami Arturo Fernández. Vice-champion du Pérou au sein de l'Universitario en 1932 et 1933, il y est sacré en 1934. 
En 1936, il rejoint le Deportivo Municipal et remporte avec ce club trois championnats du Pérou en 1938, 1940 et 1943, ce dernier comme gardien remplaçant de Jaime Sacco.  
Il met fin à sa carrière de joueur au Sporting Tabaco en 1946.

### Carrière dans la musique
Compositeur, il est l'auteur d'au moins 30 chansons dont la polka Angélica.

## Palmarès
| Universitario de Deportes - Championnat du Pérou (1) : - Champion : 1934. |  | Deportivo Municipal - Championnat du Pérou (3) : - Champion : 1938, 1940 et 1943. |